# PURELY
PURELY（ピュアリー）は、1988年6月25日に発売された刀根麻理子にとって5枚目のオリジナルアルバムである。

## 解説
キャッチコピーは「あなたの知らないPure Ladyが、まだ1人や2人いるかも知れない」。前作『JUST MY TONE』に続き、カズ・マツイ（松居和）がプロデュースを担当。アメリカはハリウッドやロサンゼルスなどでレコーディングされた。マツイの妻でジャズ・ピアニストの松居慶子も2曲提供している。CDのみボーナストラックとして「クリスタルハート」を収録。
今作の表ジャケットは1990年の『ベストセレクション』で別ショットが、2004年の『ゴールデン☆ベスト』で同じショットが、それぞれ表ジャケットとして使われている。また、裏ジャケットも別ショットが次作『Mariko Brand II Ballad Collection』の表ジャケットに使われている。

## 収録曲
（CDの内容。LPは1〜5がA面、6〜10がB面。演奏時間は歌詞カードに記載のもの）
1. さよならのフェイド・アウト　（3:47）
作詞：来生えつこ　作曲：岩田雅之　編曲：DEREK NAKAMOTO
2. メトロポリス　（4:32）
作詞：来生えつこ　作曲：岩田雅之　編曲：GARY STOCKDARE
3. DANDY AFFECTION　（3:15）
作詞：麻生圭子　作曲：岩田雅之　編曲：TOM TOM 99
4. 恋の美学にはさからえない　（4:37）
作詞：有川正沙子　作曲：松居慶子　編曲：TOM TOM 99
5. 私だけのオリオン座　（4:19）
作詞：刀根麻理子　作曲：岩田雅之　編曲：DEREK NAKAMOTO
9thシングル。
6. 愛の事情　（4:30）
作詞：刀根麻理子　作曲：近藤和明　編曲：TOM TOM 99
7. DOWN TOWN ONE NIGHT STORY　（5:03）
作詞：刀根麻理子　作曲：天野崇文　編曲：DEREK NAKAMOTO
「私だけのオリオン座」のB面。
8. ジェラシーの向こう側　（3:48）
作詞：三浦徳子　作曲：木村公信　編曲：DEREK NAKAMOTO
9. 想い出が終る瞬間　（4:38）
作詞：有川正沙子　作曲：岩田雅之　編曲：DAVID GARFIELD
タイトルは「おもいでがおわるとき」と読む。
10. TONIGHT'S THE NIGHT　（4:20）
作詞：LINDA HENNRICK　作曲・編曲：松居慶子
8thシングル。テレビ朝日「トゥナイト」エンディングテーマ。全英語詞。
11. クリスタルハート　（4:57）
作詞：三浦徳子　作曲：浅野穣　編曲：GARY STOCKDARE
CDのみの収録。作曲者の浅野穣（浅野佑悠輝）とは後に「PIΛS」で共演した。

## クレジット
- Recorded at
STUDIO SOUND RECORDERS(N-Hollywood,CA)
TAKE ONE STUDIO(N-Hollywood,CA)
MAD HUTTER STUDIO(L.A.)
STUDIO JIVE
DISCO MATE STUDIO
CHERRY ISLAND STUDIO
- Mixed by ALAN HIRSHEBERG, SATOSHI IKEDA
- Mastered by SATOSHI IKEDA at CBS/Sony Shinanomachi Studio

- Art Direction, Design：KUMIKO IGAUE
- Photography：KOHKI NISHIDA
- Coordination：KAZUYOSHI YAGI
- Styling：HIROKO TOGAWA, YASUTAKA NAKAMURA
- Hair-Make up：KEIKO MURAKAMI, FUMIMORI MATUE

- Executive Produce：AKIO KOBAYASHI(Tokuma Japan Corp.), YOSHIMASA HAMADA(ACOT Corp.)
- Directed by AKIRA SAKAI(Tokuma Japan Corp.)
- MANAGEMENT OFFICE：ACOT CORP.(Artist Center Tokuma)